# Hedvig Åkerhielm
Hedvig Christina Åkerhielm af Margretelund, född Burenstam 31 december 1783 på Stjärnsund, död 26 maj 1863 Dylta bruk i Axbergs socken, Örebro län, var en svensk friherrinna och bruksägare. 
Hon var dotter till Olof Burenstam (1752–1821) och Carolina Camitz (1757–1835) samt gift 28 maj 1801 med översten och generaladjutanten friherre Samuel Åkerhielm (1763–1821) på Skyllbergs bruk i Lerbäcks socken.
Av generalmajor Carl Armfelt köpte hon 1833 Skogaholms bruk med tillhörande egendom och 1834 beviljades hon flyttning av Ervalla bruks smidesprivilegierna från Ervalla gårds hammare vid Dyltaån när verksamheten upphörde på 1830-talet. Skogaholms bruk kunde därmed ståta med 1905 skeppunds smidesrätt vid fem härdar.
1841 överlät hon bruket till ett konsortium bestående av fyra personer, däribland en på sin tid mycket känd storspekulant, Per Jansson på Borggård, ursprungligen en fattig skjutspojke från Lerbäcks gästgivaregård, vilken genom sagolik framgång blev ägare av ett mångtal bruk och storgods. Delägarna i Skogaholms bruk inskränktes så småningom till tre, nämligen lagman Christian Sundin och brukspatron Sten Helling (1796–1858) ägande vardera 1/4, och brukspatron Gustaf Bernhardt (1806–1880) ägande 1/2. Samma år bildades även Skogaholms bruksbolag som 1893 förändrades till Aktiebolaget Skogaholms bruk.